# Bremen 1 (Schiff)
Die Bremen 1 war das einzige Feuerlöschboot der Freien Hansestadt Bremen.

## Geschichte

### Bau und Indienststellung
Ursprünglich sollten jeweils ein neues Boot für die Polizei Bremen und die Feuerwehr Bremen beschafft werden, um die technisch überholten und in die Jahre bekommenen Einsatzboote Bremen 12 der Wasserschutzpolizei und Bremen der Feuerwehr Bremen zu ersetzen. Die knappe Haushaltslage im Haushaltsnotlageland Bremen ließ die Finanzierung von zwei neuen Schiffen jedoch unrealistisch erscheinen. Durch den Senator für Inneres wurde daraufhin die Entscheidung getroffen, nur ein Boot in kombinierter Nutzung zu beschaffen.
Problematisch bei der Ausschreibung erwies sich vor allem, dass seit über dreißig Jahren kein vergleichbares Schiff in Europa gebaut wurde. Der Auftrag über den Bau der Bremen 1 wurde schließlich an die Damen Shipyards Group vergeben und der Vertrag für den Bau im März 2010 gezeichnet. Die Kiellegung des 4,5 Millionen Euro teuren Neubaus erfolgte am 26. Januar 2011 auf der Bauwerft der Werftengruppe in Hardinxveld-Giessendam in den Niederlanden und das Schiff wurde im Dezember des gleichen Jahres an die Freie Hansestadt Bremen übergeben.
Die offizielle Übergabe an die Wasserschutzpolizei und die Feuerwehr Bremen wurde am 15. Mai 2012 durch Senator Ulrich Mäurer vorgenommen. Mäurer bezeichnete die Bremen 1 als Projekt mit „Modellcharakter für künftige Ersatzbeschaffungen in den Häfen Europas“.
Das Boot wurde nach der Indienststellung im regulären Betrieb durch die Wasserschutzpolizei der Polizei Bremen bemannt. Lediglich im Bedarfsfall wurde die Besatzung durch Einsatzkräfte der Feuerwehr Bremen verstärkt.
Seit 1. Januar 2018 wird das Boot ausschließlich durch die Feuerwehr Bremen bemannt, die technische Betreuung erfolgte zunächst noch durch die Wasserschutzpolizei. Am 1. Januar 2019 ging das Boot komplett in den Verantwortungsbereich der Feuerwehr Bremen über.
Das Boot wurde ab dem 1. Januar 2018 nicht mehr für polizeiliche Zwecke genutzt und 2023 außer Dienst gestellt. Die Stadt Bremen verfügt seitdem über kein Löschboot mehr.

### Kritik am Konzept
In die Kritik geriet das neue Konzept nach dem Untergang der Hansekogge Roland von Bremen am 28. Januar 2014. Es wurde vor allem bemängelt, dass die Polizei erst viel zu spät die Feuerwehr über den drohenden Untergang informiert hätte. Zudem ist die polizeiliche Besatzung nicht im Umgang mit der feuerwehrtechnischen Ausrüstung geschult und konnte so die Lenzpumpen nicht bedienen. Die Kritik wurde im Nachhinein sowohl von Seiten der Polizei Bremen, als auch von der Feuerwehr Bremen zurückgewiesen. So hieß es bereits bei der Einweihung des Schiffes, dass die Feuerwehr nur auf den ersten Blick ein Stück Selbstständigkeit verlieren würde. Jedoch sei die Bremen 1 ein Zugewinn an Effektivität und Sicherheit bei allen Einsatzszenarien.

## Einsatzgebiet
Stationiert war die Bremen 1 am Behördenanleger im Lankenauer Hafen. Von hier aus ließen sich die Bremischen Häfen relativ schnell erreichen.
Im polizeilichen Dienst wurde das Boot im Bereich der bremischen Mittel- und Unterweser eingesetzt. Zu den Aufgaben gehörten unter anderem die Überwachung des Schiffsverkehrs, der Natur- und Umweltschutz, oder Kontrollen im Bereich der Sicherheit in der Sportschifffahrt. Nach der Übergabe in die Verantwortung der Feuerwehr erhielt die Polizei keinen Ersatz, nach Außerdienststellung im Jahre 2023 wurde auch für die Feuerwehr kein Ersatz mehr beschafft, im Bedarfsfall wird auf den Einsatz von Polizeibooten, kleinen Rettungsbooten der Feuerwehr oder DLRG und weiteren Behördenschiffen wie Schleppern u. ä. gesetzt.
Durch die Feuerwehr Bremen wurde das Schiff im Bedarfsfall besetzt und zur jeweiligen Einsatzstelle verbracht. Hierzu gehörten insbesondere größere Einsatzlagen in der Stadt Bremen in Wesernähe, die einen hohen Wasser- oder Schaumeinsatz nötig machten.

## Schiffstechnik
Das 23,9 m lange und 6 m breite und 65 t schwere Schiff wurde von insgesamt drei Schiffsdieselmotoren der Firma Caterpillar angetrieben. Hierbei wurden zwei 425 kW starke Motoren (Typ: Cat 12) als Seitenmaschinen und ein 652 kW starker Motor (Typ: Cat 18) als Mittelmaschine eingesetzt. Die Motoren trieben drei Jetantriebe an. Die Bremen 1 konnte eine Höchstgeschwindigkeit von 40 km/h (rund 21,6 kn) erreichen. Das Schiff war mit einem Bugstrahlruder ausgerüstet.
Zu der weiteren Ausstattung gehörten ein Rettungsboot und an Bug und Heck jeweils ein Kran mit je 1.200 kg Tragkraft.

## Löschtechnik
Um dem Einsatzzweck als Feuerlöschboot gerecht zu werden, war das Schiff mit umfangreicher Löschtechnik zur Brandbekämpfung ausgestattet. Hierzu gehören unter anderem zwei Feuerlöschpumpen, Tanks und Zumischer für die Herstellung von Löschschaum und Löschmonitore. Zwei der Monitore waren an den beiden Kranen montiert, um ein ferngesteuertes Löschen in Schiffsluken zu ermöglichen. Zur weiteren Sonderausstattung gehörten Messgeräte zur Gasdetektion und weitere feuerwehrtechnische Beladung zur Entrauchung oder zum Lenzen. Die Ausrüstung war hauptsächlich in fahr- und kranbaren Containern verlastet, um sie auch von Land aus einsetzen zu können.
Feuerlöschpumpen:
- 1 × 14.000 l/min Löschwasser bei 10 bar Förderdruck (angetrieben über die Mittelmaschine)
- 1 × 1.000 l/min Löschwasser bei 10 bar Förderdruck (angetrieben über eigenen Elektromotor)

Löschschaumsystem:
- 1 × Zumischer für die Druckzumischung von 1 % oder 3 % Schaummittel über die gesamte Löschwassermenge
- 2 × Schaumtanks mit jeweils 2.500 l Schaummittelkapazität

Löschmonitore:
- 3 × 3.000 l/min Wasser oder Löschschaum